# Oecobius amboseli
Oecobius amboseli is een spinnensoort in de taxonomische indeling van de spiraalspinnen (Oecobiidae).
Het dier behoort tot het geslacht Oecobius. De wetenschappelijke naam van de soort werd voor het eerst geldig gepubliceerd in 1974 door Shear & Pierre L. G. Benoit.